# جوني لامبرت
جوني لامبرت (بالإسبانية: Johnny Woodly)‏ (27 يوليو 1980 بكوستاريكا - ) هو مدرب كرة قدم ولاعب كرة قدم كوستاريكي في مركز الهجوم. شارك مع منتخب كوستاريكا لكرة القدم. أما مع النوادي، فقد لعب مع داليان ييفانغ وميرامار ميشنس ونادي تشانغتشون ياتاي ونادي شينجيانغ تيانشان ليوبارد ونادي تشونغتشينغ ليانغجيانغ ونادي أليانزا ‏ وBrujas F.C. ‏ وA.D. Carmelita ‏ ونادي سان كارلوس ونادي سانغتشو مايتي ليونز.

## روابط خارجية
- جوني لامبرت على موقع قاعدة بيانات كرة القدم.إي يو (الإنجليزية)
- جوني لامبرت على موقع Soccerway.com (الإنجليزية)
- جوني لامبرت على موقع AS.com (الإسبانية)